# Truncatoflabellum vigintifarium
Espèce
Statut CITES
Truncatoflabellum vigintifarium est une espèce de coraux appartenant à la famille des Flabellidae.